# جبل توليكي
جبل توليكي (بالإنجليزية: Tuulikki Mons )‏ هو أحد جبال كوكب الزهرة.

## الإحداثيات
10°18′N 274°42′E / 10.3°N 274.7°E

يقع في 10.3 درجة على العرض الجغرافي شمالاً وفي 274.7 درجة على الطول الجغرافي شرقاً.

## الأبعاد
القطر أو أطول بعد للتضاريس بالكيلومترات هو 520.0.

## حالة إعتماد الاسم
تم اعتماده من الجمعية العامة للاتحاد الفلكي الدولي (IAU).

## أصل التسمية
على اسم توليكي، إلهة الغابات في الأساطير الفنلندية.